# César Lattes

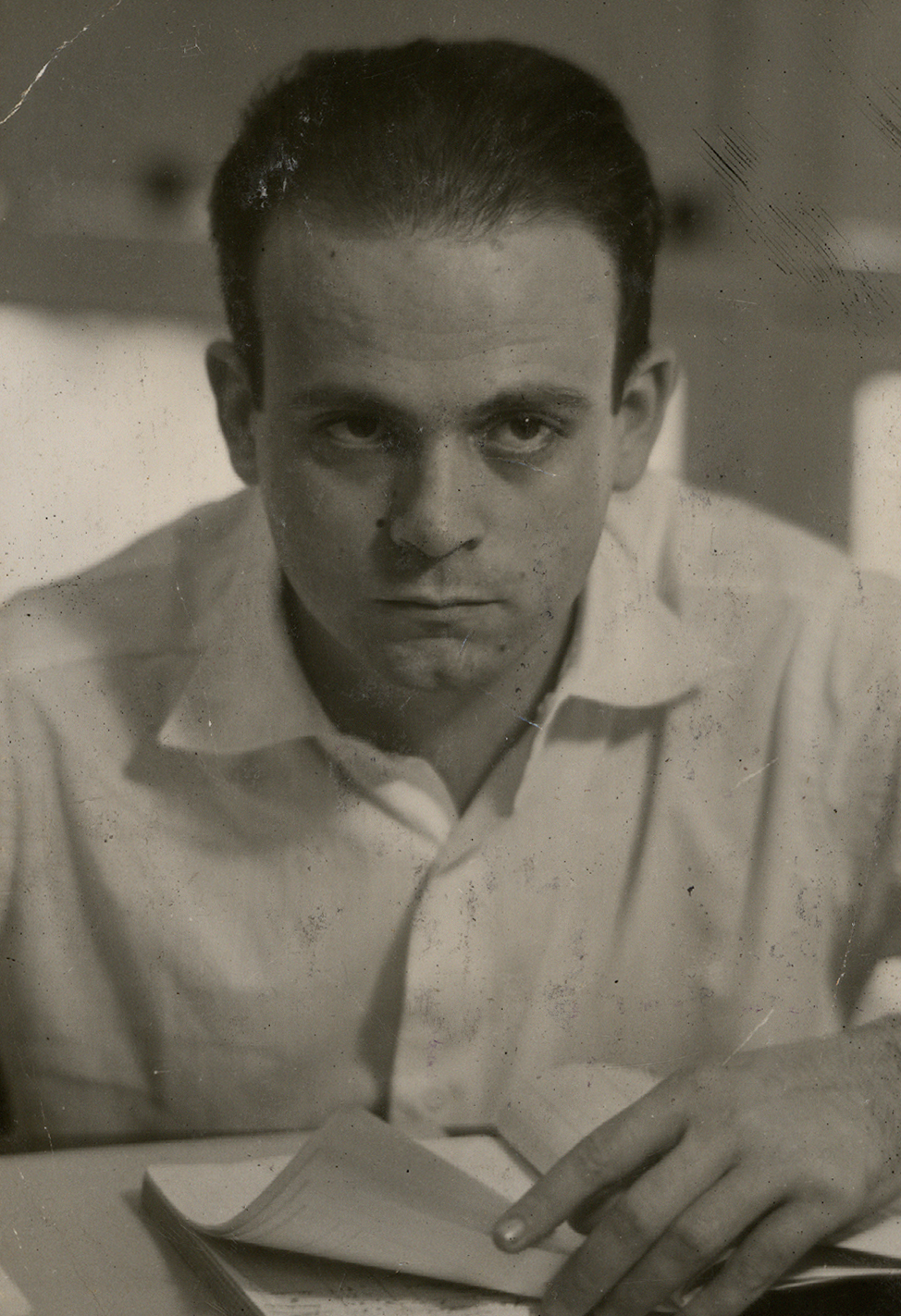
Cesar Lattes, 1954

César Lattes, eigentlich Cesare Mansueto Giulio Lattes, (* 11. Juli 1924 in Curitiba, Paraná, Brasilien; † 8. März 2005 in Campinas, São Paulo) war ein brasilianischer Experimentalphysiker. Er war Mitentdecker des Pi-Mesons.
Lattes wurde als Kind italienisch-jüdischer Immigranten in Curitiba geboren. Er studierte an der Universität von São Paulo und beendete dort 1943 sein Studium der Mathematik und Physik. Er war Teil einer Gruppe junger brasilianischer Physiker, die mit europäischen Lehrern wie Gleb Wataghin (1899–1986) und Giuseppe Occhialini arbeiteten.
Im Alter von 23 Jahren gründete er zusammen mit einigen anderen Physikern das Centro Brasileiro de Pesquisas Físicas in Rio de Janeiro.
Von 1947 bis 1948 konzentrierte sich Lattes auf die Erforschung der kosmischen Strahlung, die 1932 von Carl David Anderson entdeckt worden war. Er richtete in den bolivianischen Anden in 5000 Meter Höhe ein Laboratorium ein, in dem er mit Hilfe von fotografischen Platten die Strahlung aufzeichnete.
Lattes reiste mit seinem Lehrer Occhialini nach England, um dort an der Universität Bristol unter der Leitung von Cecil Powell zu forschen. Nach einer Weiterentwicklung der photographischen Emulsionen gelang ihnen 1947 der Nachweis schwerer Mesonen (sowohl Pionen als auch Myonen, die damals auch als Mesonen bezeichnet wurden) in der kosmischen Strahlung sowie die Bestimmung ihrer wesentlichen Eigenschaften. Lattes schrieb, ohne die Einwilligung Powells, über diese Entdeckung einen Artikel für das Magazin Nature, mit Muirhead, Occhialini und Powell als Ko-Autoren. Im gleichen Jahr berechnete Lattes die Masse des neuentdeckten Partikels. Ein Jahr später, Lattes arbeitete mittlerweile an der Seite von Eugene Gardner an der University of California, Berkeley, entdeckte er die künstliche Produktion der Pionpartikel, als er im Cyclotron Kohlenstoffatome mit Alphateilchen bombardierte.
1949 kehrte Lattes an die Universidade Federal do Rio de Janeiro und das Centro Brasileiro de Pesquisas Físicas in Rio de Janeiro zurück. Nach einem weiteren, zweijährigen Aufenthalt in den Vereinigten Staaten von 1955 bis 1957 kehrte er an die Universität in São Paulo zurück und übernahm dort einen Lehrauftrag.
1967 wechselte Lattes an das neue Gleb-Wataghin-Institut für Physik an der Universidade Estadual de Campinas. Dort wurde er Vorsitzender der Abteilung für kosmische Strahlung. 1969 entdeckte er zusammen mit seinen Mitarbeitern die Masse der sogenannten Feuerkugeln, ein Phänomen, das durch natürlich vorkommende, energiereiche Zusammenstöße verursacht wird.
1986 ging Lattes in den Ruhestand, nachdem er die Titel Dr. h. c. und Professor emeritus verliehen bekam. Er starb am 8. März 2005 an einem Herzinfarkt.
Obwohl Lattes der Hauptforscher und der Erstautor des Nature-Artikels war, wurde Powell 1950 alleine der Nobelpreis für Physik zugesprochen. Ein Grund dafür war, dass der Nobelpreis bis 1960 nur an den Forschungsleiter vergeben wurde.
Nach César Lattes ist auch die umfassende brasilianische Wissenschafterdatenbank LATTES benannt, die neben einem enorm umfangreichen Datenbestand an Naturwissenschaftern auch viele Geisteswissenschafter Brasiliens und des Auslands mit Brasilienbezug enthält.

## Werke
- C. M. G. Lattes, H. Muirhead, G. P. S. Occhialini, C. F. Powell: Processes involving charged mesons. In: Nature. Band 159, 1947, S. 694–697.
- C. M. G. Lattes, G. P. S. Occhialini, C. F. Powell: A determination of the ratio of the masses of pi-meson and mu-meson by the method of grain-counting. In: Proceedings of the Physical Society. Band 61, 1948, S. 173–183.
- E. Gardner, C. M. G. Lattes: Production of mesons by the 184-inch Berkeley cyclotron. In: Science. Band 107, 1948, S. 270–271.
- C. M. G. Lattes, C. Q. Orsini, I. G. Pacca, M. T. Cruz, E. Okuno, Y. Fujimoto, K. Yokoi: Observation of extremely high energy nuclear events with emulsion chamber exposed on Mt. Chacaltaya. In: Il Nuovo Cimento. Band XXVIII, Nr. 3, 1963, S. 2160.